# Onthoudingspolitiek
De onthoudingspolitiek was de beperking van het Nederlandse bestuur in Nederlands-Indië tot met name Java en Ambon. In de buitengewesten werd geen bestuur gevestigd, maar beperkte men zich tot relaties met de inheemse vorsten. Een andere politiek zou financieel en militair te veel inspanningen vergen. Groot-Brittannië en Frankrijk volgden tot op zekere hoogte een vergelijkbare politiek.
De onthoudingspolitiek begon rond 1830. Onder andere onder druk van het modern imperialisme van andere landen aan het einde van de negentiende eeuw, kwam het na ongeveer 1870 desondanks tot een koloniale expansie, wat wel de koloniale paradox wordt genoemd. Deze expansie kon met zwaar geweld gepaard gaan, zoals tijdens de dertig jaar durende Atjehoorlog waarmee de controle over het sultanaat Atjeh verkregen werd.

## Onthouding
Na de opheffing van de VOC in 1798 gingen de koloniën op de toenmalige Bataafse Republiek over. Een door het Staatsbewind ingestelde commissie had al in 1802 gesteld dat geen talrijke Legerbenden den steun van Nederlandsch vermogen in Asia uitmaken en bezwaarlijk immer zullen kunnen uitmaken, doch, dat hetzelve eeniglijk rust op de genegenheid der Indische Volken, door goede trouw en gematigdheidverworven. Tijdens de Java-oorlog die van 1825 tot 1830 duurde, kwamen niet alleen zo'n 15.000 soldaten van het koloniale leger om en een geschatte 200.000 aan Javaanse kant, het zorgde er ook voor dat het 'wingewest' meer kostte dan opbracht. Dat deze oorlog zo lang duurde, kwam onder meer doordat een deel van het leger zich in Zuid-Celebes bevonden voor de tweede Boni-expeditie.
Gouverneur-generaal Van den Bosch voerde in 1830 niet alleen het cultuurstelsel in om tot een batig slot te komen, maar onthield de les van Boni en wilde in de toekomst geen situatie meer waarin het leger zo versnipperd was. Ook gold dat de buitengewesten, afgezien van de specerijeilanden Banda en tineiland Banka, meer kostten dan zij opleverden. Het gezag bleef beperkt tot Java, de Molukken, Banka, Timor, en een aantal kustplaatsen op Sumatra en Celebes. Minister van koloniën Loudon schreef in 1861 Elke uitbreiding van ons gezag in den archipel beschouw ik als een schrede nader tot onzen val.

## Koloniale paradox
Door internationale druk, maar ook door persoonlijke eerzucht van bestuursambtenaren, kwam het desondanks toch tot militaire expedities. Uit vrees dat de Britten hen vanuit Australië voor zouden zijn, werd in 1828 Fort Du Bus gesticht aan de Tritonbaai op Nieuw-Guinea. Vanwege vele ziektes en vijandelijke aanvallen werd dit echter in 1835 weer verlaten. Wederom onder Britse druk werd in 1839 een agentschap van de Nederlandsche Handel-Maatschappij geopend op Bali. Ook dit werd geen succes, maar tussen 1846 en 1849 werden drie expedities naar Bali gestuurd om een deel van het eiland te onderwerpen.
Toen James Brooke zich in 1841 als de eerste witte radja van Sarawak vestigde op Borneo, was dit voor minister van koloniën Baud het signaal om alle eilanden van Nederlands-Indië in kaart te brengen. Daar waar het Nederlandse gezag nog niet gevestigd was, moest dit alsnog gebeuren. Dit moest wel voorzichtig gebeuren en daarom moesten bij voorkeur kleine onlusten en geschillen aangegrepen worden. Zo werd het gouvernement Makassar in 1847 Celebes en Onderhoorigheden en werden op Nieuw-Guinea borden met de Nederlandse leeuw geplaatst.
Op Sumatra besloot Baud in 1841 echter juist de ontruiming van alle posten ten noorden van Palembang. Deze politiek hield stand tot het Siak-traktaat van 1858. In 1862 was het Nederlandse gezag uitgebreid tot Deli en bevond men zich op de grens van Atjeh. De Britten besloten uiteindelijk dat zij dit liever in Nederlandse handen zagen dan in die van sterkere landen als de Verenigde Staten of Duitsland. Ook was Straat Malakka met de opening van het Suezkanaal in 1869 een belangrijke route naar Singapore geworden die geplaagd werd door piraterij vanuit Atjeh. Met het tweede Sumatra-traktaat van 1871 lieten de Britten de onafhankelijkheidseis voor Atjeh dan ook vallen. Twee jaar later brak de langdurige Atjehoorlog uit. Hiermee werd evenwel de onthoudingspolitiek niet volledig verlaten. Dit was ook niet goed mogelijk doordat deze oorlog beslag legde op het grootste deel van de militaire capaciteit.
Het uiteindelijke afscheid van de onthoudingspolitiek kwam echter toch tijdens deze oorlog met de Lombok-expeditie in 1894 en de aanstelling van Van Heutsz als gouverneur van Atjeh. Onder druk van het moderne imperialisme van de overige westerse landen werd vanaf die tijd het Nederlandse gezag steeds verder uitgebreid.